# Osadnik Imhoffa
Osadnik Imhoffa jest to rodzaj zintegrowanego (zespolonego) dwuczęściowego, dwukomorowego, żelbetowego zbiornika (osadnika) będącego obiektem oczyszczalni ścieków, służącego do wytrącania zanieczyszczeń, znajdujących się w ściekach.

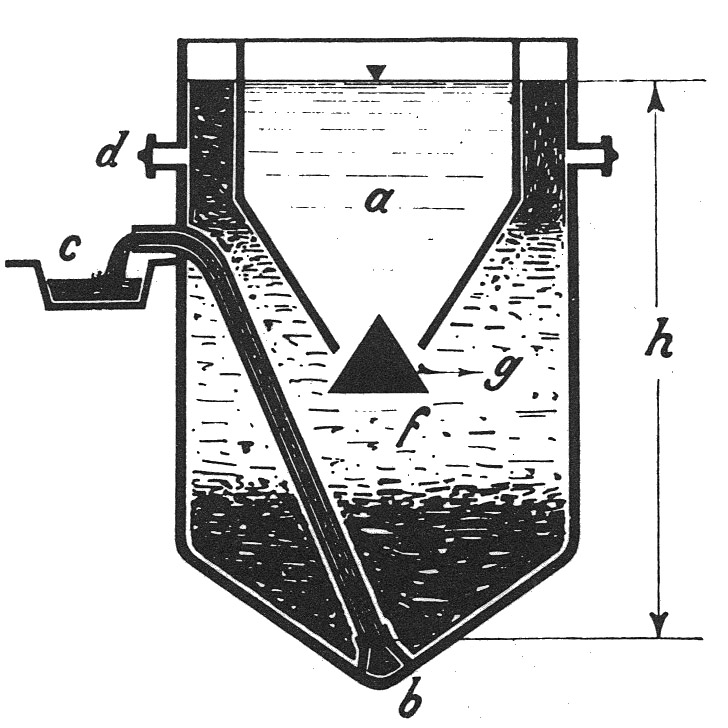
Schemat osadnika Imhoffa

Składa się z dwóch zespolonych, połączonych ze sobą komór: górnej – tzw. sedymentacyjnej (przepływowej) oraz dolnej – tzw. osadowej (fermentacyjnej).
W górnej części, czyli w komorze sedymentacyjnej następuje sedymentacja, czyli oddzielenie od ścieków zanieczyszczeń stałych. Następnie ścieki spływają przez szczelinę w dnie do części dolnej, czyli do komory fermentacyjnej, gdzie przebiega proces beztlenowego rozkładu osadów ściekowych.